# Elasmus serenus
Elasmus serenus är en stekelart som beskrevs av Girault 1912. Elasmus serenus ingår i släktet Elasmus och familjen finglanssteklar. Inga underarter finns listade i Catalogue of Life.